# Joint Helmet Mounted Cueing System

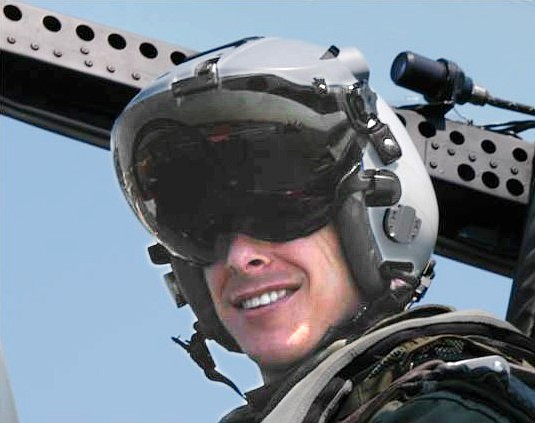
Ein Pilot der US Navy mit einem JHMCS-Helm

Bei dem Joint Helmet Mounted Cueing System (JHMCS) handelt es sich um einen Kampfflugzeug-Pilotenhelm mit einem in das Visier integrierten Zielsystem, das eine Radar- und Waffennachführung in die Blickrichtung des Piloten steuert. Er wird von dem US-Konzern Boeing produziert.

## Geschichte
Der Auslöser für die Entwicklung einer Helmzieleinrichtung für die US-Streitkräfte war primär die umfangreiche Erprobung von deutschen MiG-29A. Als diese im Luftnahkampf („Dogfight“) gegen die F-16C antrat, stellte sich schnell heraus, dass die Helmzieleinrichtung in Verbindung mit der R-73E-Lenkwaffe der MiG-29 einen entscheidenden Vorteil brachte und maßgeblich für die hohe Gefechtsleistung der Maschine im Nahkampf verantwortlich war. Nach mehreren Studien begann schließlich die Entwicklung der AIM-9X, welche auf den Einsatz mit dem JHMCS-Helm abgestimmt war und die Leistung der R-73 in fast allen Bereichen übertrifft. Der Hauptauftragnehmer für den Helm selbst ist Boeing, wobei der Konzern eng mit Vision Systems International zusammenarbeitet, einem Joint Venture zwischen dem israelischen Konzern Elbit und dem US-Unternehmen Rockwell Collins. Dieses Joint Venture wurde hauptsächlich wegen Elbits umfangreicher Erfahrung mit Helmzieleinrichtungen (DASH) gebildet.
Die Serienproduktion läuft seit 2004 und den US-Streitkräften wurden bereits über 3300 Exemplare ausgeliefert (Stand: März 2010), wobei einige bereits an die Luftwaffen anderer Staaten weiterverkauft wurden (Details siehe unten). Der Systempreis beläuft sich auf 214.000 US-Dollar, inklusive aller anfallenden Wartungs-, Ausbildungs- und sonstigen Kosten.

## Technik

30-mm-M230-Geschütz eines AH-64 Apache, das mit einem am Helm montierten JHMCS-Visier gesteuert wird.

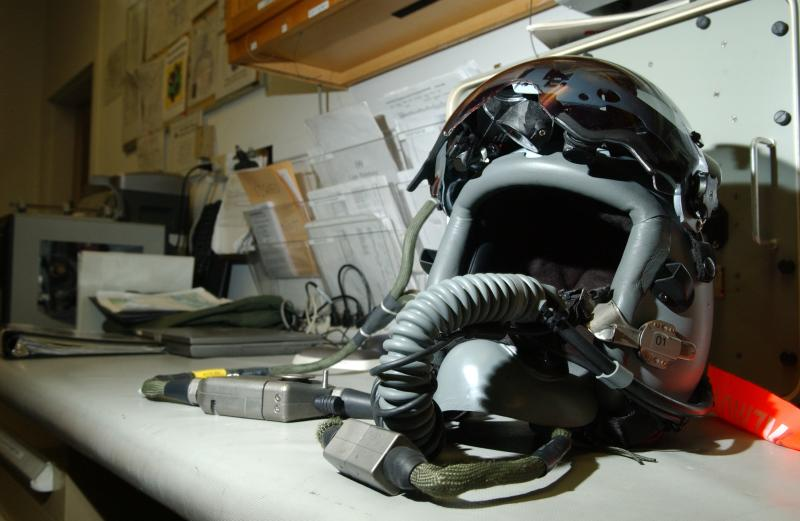
Der JHMCS-Helm mit den entsprechenden Anschlüssen

Das wichtigste und kennzeichnende Merkmal des JHMCS-Helms ist die integrierte Helmzieleinrichtung. Diese misst die Kopfbewegungen des Piloten mit hoher Genauigkeit, um anschließend die Sensorensysteme (z. B. das Radar) des Kampfflugzeuges oder dessen Waffen auf den Bereich auszurichten, in den der Pilot gerade blickt. Dies ist besonders in Verbindung mit der AIM-9X von großem Vorteil, da der Pilot nun Ziele anvisieren und bekämpfen kann, die sich bis zu 90° abseits der Flugachse befinden. Dies entspricht z. B. einem Ziel, das sich direkt über dem Piloten befindet. Die älteren Modelle der AIM-9 Serie hatten einen maximalen Winkel von 27,5°, weshalb sich der Pilot zu deren Einsatz in einem bestimmten Zielkegel hinter der feindlichen Maschine befinden musste. Durch die Aufhebung dieser Beschränkung hat ein Pilot nun auch mit einer weniger wendigen Maschine gute Chancen im Luftnahkampf. Das System kann auch Zieldaten für visuell identifizierte Bodenziele liefern oder dem Bordradar einen bestimmten Suchsektor zuweisen.
Ein weiteres Merkmal ist die in das Visier integrierte Anzeige, die verschiedene Daten darstellen und das konventionelle Head-Up-Display vollständig ersetzen kann. Da alle mit JHMCS ausgestatteten Flugzeuge jedoch bereits über ein solches Head-Up-Display verfügen, wird diese Möglichkeit nicht voll ausgeschöpft. Dies wurde erst bei der F-35 realisiert, welche kein Head-Up-Display besitzt und eine weiterentwickelte Variante des JHMCS nutzt, das Helmet Mounted Display System.
Der Helm ist modular aufgebaut, wodurch Wartung und eventuelle technische Verbesserungen (Upgrades) erleichtert werden. Des Weiteren wurde die Konstruktion für den Einsatz von neuen Panorama-Nachtsichtgeräten optimiert.

## Plattformen
- F-15 Eagle
- F-16 Fighting Falcon
- F/A-18 Hornet
- F-22 Raptor 1

1 Integriert, allerdings wurde die Beschaffung gestrichen

## Nutzerstaaten
- Nordamerika: USA (1.800 Stück bestellt), Kanada
- Europa: Belgien, Griechenland (65 Stück bestellt), Finnland (63 Stück bestellt), Niederlande, Norwegen, Polen, Schweiz (35 Stück im Einsatz)
- Naher/Mittlerer Osten: Türkei, Oman, Pakistan
- Sonstige: Australien (71 Stück bestellt), Südkorea